# Stanislav Blaha
Stanislav Blaha (* 13. prosince 1969 Uherské Hradiště) je český politik a strojní inženýr, od října 2017 poslanec Poslanecké sněmovny PČR, v letech 2012 až 2018 a opět od roku 2020 zastupitel Zlínského kraje, a od roku 2014 starosta města Uherské Hradiště, předtím v letech 2006 až 2014 místostarosta města, člen ODS.

## Život
Vystudoval obor strojírenská technologie na strojní fakultu Vysokého učení technického v Brně (získal titul Ing.).
Deset let se živil jako podnikatel. Angažuje se jako předseda správní rady Regionu Slovácko - sdružení pro rozvoj cestovního ruchu, předseda správní rady obecně prospěšné společnosti Park Rochus a ve Sdružení historických sídel Čech, Moravy a Slezska.
Stanislav Blaha je ženatý, má tři děti. Žije ve městě Uherské Hradiště. Mezi jeho záliby patří jízda na kole, aktivity doma na zahradě s rodinou anebo posezení s přáteli.

## Politické působení
V komunálních volbách v roce 2002 byl za ODS zvolen zastupitelem města Uherské Hradiště a v listopadu 2002 se stal radním města. Mandát zastupitele obhájil ve volbách v roce 2006, následně byl zvolen místostarostou města. Obě funkce obhájil i ve volbách v roce 2010 (konkrétně se stal 1. místostarostou města). Také ve volbách v roce 2014 byl zvolen zastupitele města, a to z pozice lídra kandidátky nazvané "Občanští demokraté a nezávislé osobnosti". Následně byl dne 10. listopadu 2014 zvolen starostou města Uherské Hradiště. Uspěl i ve volbách v roce 2018. Dne 5. listopadu 2018 byl opět zvolen starostou města. V komunálních volbách v roce 2022 kandidoval do zastupitelstva Uherského Hradiště jako lídr kandidátky „SPOLEČNĚ PRO HRADIŠTĚ“ (tj. ODS a TOP 09). Mandát zastupitele se mu podařilo obhájit. Dne 17. října 2022 byl znovu zvolen starostou města.
V krajských volbách v roce 2012 byl za ODS zvolen zastupitelem Zlínského kraje. Ve volbách v roce 2016 svůj mandát obhájil. Na konci dubna 2018 však na post krajského zastupitele rezignoval. Nicméně ve volbách v roce 2020 byl zvolen opět do krajského zastupitelstva. Původně figuroval na kandidátce 9. místě, díky preferenčním hlasům však skončil první. Ve volbách v září 2024 obhajoval jako člen ODS post krajského zastupitele, mandát se mu podařilo získat.
Ve volbách do Poslanecké sněmovny PČR v roce 2017 byl lídrem ODS ve Zlínském kraji. Získal 2 483 preferenčních hlasů a stal se poslancem. Po zvolení se stal členem Petičního výboru Poslanecké sněmovny, kde taktéž zastával pozici místopředsedy, a Rozpočtového výboru. V květnu roku 2021 byl jedním z iniciátorů založení Vyšetřovací komise k ekologické katastrofě na řece Bečvě. 
Ve volbách do Poslanecké sněmovny PČR v roce 2021 kandidoval z pozice člena ODS na 2. místě kandidátky koalice SPOLU (tj. ODS, KDU-ČSL a TOP 09) ve Zlínském kraji a se ziskem 9 463 preferenčních hlasů obhájil svůj mandát. Je členem Hospodářského výboru a Výboru pro obranu. Od prosince 2021 je předsedou Stálé komise pro práci Kanceláře Poslanecké sněmovny.
Ve volbách do Poslanecké sněmovny PČR v roce 2025 je z pozice člena ODS lídrem koalice SPOLU (tj. ODS, KDU-ČSL a TOP 09) ve Zlínském kraji.